# 슈퍼 마리오브라더스 더 로스트 레벨즈
《슈퍼 마리오브라더스 더 로스트 레벨즈》는 닌텐도가 발매한 패미컴 디스크 시스템용 플랫폼 게임이다. 《슈퍼 마리오브라더스 (1985)》의 후속작으로 본래 1986년 6월 3일 일본에서 《슈퍼 마리오브라더스 2》라는 제목으로 발매되었다. 일본 외 지역에선 닌텐도 오브 아메리카가 대중에게 너무 어렵다는 이유로 출시하지 않았으며 대신 《도키도키 패닉》이라는 게임을 수정한 마리오 게임 《슈퍼 마리오브라더스 2》를 1988년 출시했다. 이후 1993년 슈퍼 패미컴 리메이크 합본 《슈퍼 마리오 올스타즈》에서 일본 외 지역에서 《슈퍼 마리오브라더스 더 로스트 레벨즈》라는 제목으로 처음 소개됐다.
게임플레이는 전체적으로 전작과 유사하며 플레이어가 마리오나 루이지를 조종해 쿠파로부터 피치 공주를 구하는 것이 목표이다. 《더 로스트 레벨즈》에서 루이지는 마리오와 대조적으로 지상에서의 작은 마찰력과 높이뛰기를 갖춘 차이점이 생겼다. 그 외 거꾸로 워프, 독버섯 파워업, 바람 등 추가 장애물을 소개했다. 8종 월드로 구성돼 총 32개 레벨이 있으며 일정 조건 달성시 20개 추가 레벨을 플레이할 수 있다.
《더 로스트 레벨즈》는 패미컴 디스크 시스템에서 가장 많이 팔린 게임으로 집계 판매량은 약 250만 장이었다.

## 게임 플레이
전작인 슈퍼 마리오브라더스와 같이 마리오 또는 루이지(이하 마리오)가 쿠파에 맞서 공주를 구하는 스토리로 게임이 진행된다. 전작에 등장하였던 아이템들, 즉 마리오의 키를 키우는 슈퍼버섯, 마리오가 파이어볼을 던지게 하는 파이어플라워, 그리고 잠시 동안 무적 상태로 만들어주는 스타뿐만 아니라, 마리오를 죽이거나 데미지를 주는 독버섯이 새로 등장한다. 스타를 먹은 상태에서 독버섯을 먹으면 아무 효과가 없다.
전작에서 제1 플레이어가 마리오, 제2 플레이어가 루이지를 플레이하는 2인용 플레이가 가능했던 것과는 달리 첫 화면에서 마리오 또는 루이지를 선택하여 1인용 플레이만을 할 수 있으며, 이 게임에서 마리오와 루이지의 성능 차이의 틀이 정해졌다. 루이지는 마리오와 달리 잘 미끄러지고, 더 높이 점프할 수 있으나, 달리기가 약간 느리다. 기본적으로 여덟 개의 월드에 각각 네 개씩의 레벨이 존재하여 32개의 레벨이 있으나, 32개의 레벨을 빠짐없이 플레이하면 나오는 월드 9와 게임을 8번 클리어하면 나오는 월드 A, B, C, D가 있어 전체 레벨의 수는 52개이다.
이 게임에서 새로 등장한 요소로는 독버섯, 거꾸로 달린 토관, 이전 월드로 돌아가는 함정 워프 존, 화면 오른쪽에서 불어오는 폭풍, 마리오를 몇 초간 공중에 떠 있게 해주는 녹색 트램펄린이 있다.

## 이식 작품
- 슈퍼 마리오 컬렉션 (SFC, 1993)
  - 슈퍼 마리오 25주년 스페셜 에디션 (2010)
- 슈퍼 마리오브라더스 디럭스 (GBC, 1999)
- 패미컴 미니: 슈퍼 마리오브라더스 2 (GBA, 2004)
- 버추얼 콘솔 (Wii, 3DS, Wii U)

## 같이 보기
- 마리오 시리즈의 연도별 목록

## 참조

### 내용주
1. ↑  영어: Super Mario Bros.: The Lost Levels
2. ↑  영어: Super Mario Bros. 2, 일본어: スーパーマリオブラザーズ2